# Bratoliubivka, Dobrovelîcikivka
Bratoliubivka (în ucraineană Братолюбівка) este localitatea de reședință a comunei Bratoliubivka din raionul Dobrovelîcikivka, regiunea Kirovohrad, Ucraina.

## Demografie
Componența lingvistică a localității Bratoliubivka
     Ucraineană (100%)
Conform recensământului din 2001, toată populația localității Bratoliubivka era vorbitoare de ucraineană (100%).